# Modena Football Club 1945-1946
Questa voce raccoglie le informazioni riguardanti il Modena Football Club nelle competizioni ufficiali della stagione 1945-1946.

## Stagione
Per la Divisione Nazionale 1945-1946 fu incluso nel campionato Alta Italia. Il club chiuse al 6º posto.

## Rosa
| N. |                   | Ruolo | Calciatore         |
| -- | ----------------- | ----- | ------------------ |
|    | Italia (bandiera) | P     | Ettore Zini        |
|    | Italia (bandiera) | P     | Ivanoe Sacchetti   |
|    | Italia (bandiera) | D     | Renato Braglia     |
|    | Italia (bandiera) | D     | Astro Galli        |
|    | Italia (bandiera) | C     | Ermanno Malinverni |
|    | Italia (bandiera) | C     | Maino Neri         |
|    | Italia (bandiera) | C     | Lidio Stefanini    |
|    | Italia (bandiera) | A     | Renato Brighenti   |

| N. |                   | Ruolo | Calciatore           |
| -- | ----------------- | ----- | -------------------- |
|    | Italia (bandiera) | A     | Spartaco Bulgarelli  |
|    | Italia (bandiera) | A     | Giovanni Calveri     |
|    | Italia (bandiera) | A     | Riccardo Dalla Torre |
|    | Italia (bandiera) | A     | Giorgio Giorgioni    |
|    | Italia (bandiera) | A     | Mario Magotti        |
|    | Italia (bandiera) | A     | Primo Sentimenti (V) |
|    | Italia (bandiera) | A     | Domenico Tosi        |

## Statistiche

### Statistiche di squadra
| Competizione                      | Punti | Totale | Totale | Totale | Totale | Totale | Totale |
| Competizione                      | Punti | G      | V      | N      | P      | Gf     | Gs     |
| --------------------------------- | ----- | ------ | ------ | ------ | ------ | ------ | ------ |
| Divisione Nazionale - Alta Italia | 26    | 26     | 8      | 10     | 8      | 24     | 22     |
| Totale                            | 26    | 26     | 8      | 10     | 8      | 24     | 22     |